# Zombi Child
Zombi Child è un film del 2019 diretto da Bertrand Bonello.
È stato presentato e selezionato nella sezione Quinzaine des Réalisateurs al Festival di Cannes 2019.